# Charloco
Charloco är en ort i Mexiko.   Den ligger i kommunen Putla Villa de Guerrero och delstaten Oaxaca, i den sydöstra delen av landet, 300 km söder om huvudstaden Mexico City. Charloco ligger 967 meter över havet och antalet invånare är 211.
Terrängen runt Charloco är huvudsakligen kuperad, men åt nordväst är den bergig. Runt Charloco är det ganska glesbefolkat, med 25 invånare per kvadratkilometer. Närmaste större samhälle är Putla Villa de Guerrero, 6,6 km nordost om Charloco. I omgivningarna runt Charloco växer huvudsakligen savannskog.